# Macondo-Ölfeld
Macondo ist ein unterseeisches Offshore-Öl- und Gasfeld im Golf von Mexiko.

## Name
Der Name Macondo bezieht sich auf eine Phantasiestadt, in der der Roman Hundert Jahre Einsamkeit von Nobelpreisträger Gabriel Garcia Marquez spielt. Ölfördernde Unternehmen vergeben häufig Codenamen, welche den genauen Fundort nicht verraten und einprägsamer sind als technische Bezeichnungen oder Koordinaten.

## Ort und Größe
Der zuständige Minerals Management Service hat das Küstengebiet der USA in Blöcke unterteilt, um die Ausbeutung zu organisieren. Das Macondo-Feld befindet sich im Block 252, der im Bereich des unterseeischen Mississippi-Canyons liegt. British Petrol (BP) ist der Betreiber und Ausbeuter des Feldes. BP erhält 65 % der Erträge, während 25 % der Anadarko Petroleum Corporation gehören und 10 % der MOEX Offshore 2007, einer Tochter von Mitsui & Co. Äußerungen des BP Chefs Tony Hayward zufolge soll das Feld rund 50 bis 100 Millionen Barrel Öl enthalten, von denen ca. 30 % förderbar sein dürften (15 bis 30 Mio. Barrel). Zum Vergleich: Der weltweite tägliche Ölverbrauch lag 2017 bei etwa 92 Millionen Barrel.

## Unfall
Am 20. April 2010 explodierte im Macondo-Ölfeld die Ölbohrplattform Deepwater Horizon nach einem Blowout des Bohrloches.